# ザイオン・ウィリアムソン
ザイオン・ラティーフ・ウィリアムソン（Zion Lateef Williamson, 2000年7月6日 - ）は、アメリカ合衆国ノースカロライナ州ソールズベリー出身のプロバスケットボール選手。NBAのニューオーリンズ・ペリカンズに所属している。ポジションはパワーフォワード。

## 経歴

### 生い立ち
アメリカンフットボールで高校の全米選抜に選ばれた父と、陸上の短距離選手であり中学校の体育教師でもあった母との間に生まれた。バスケットを始める前は野球とアメリカンフットボールのクォーターバックでプレーしていた。5歳からバスケットボールを始め、母がコーチをするチームでプレイをする。その後、継父であるリー・アンダーソンがポイントガードとしてのスキルを教えている。

### 高校
地元のスパルタンバーグ・デイ高等学校に進学。ウィリアムソンは入学当初ポイントガードとしてプレーしていたがわずか1カ月で身長が約20cm伸びたためパワーフォワードまたはセンターとして試合に出場した。3年次には36.8得点、13リバウンド、3スティール、2.5ブロックを記録。4年には36.4得点、11.4リバウンド、3.5アシストを記録。マクドナルド・オール・アメリカン、ナイキ・フープサミットにも選出された。デューク大学に進学した。

### 大学

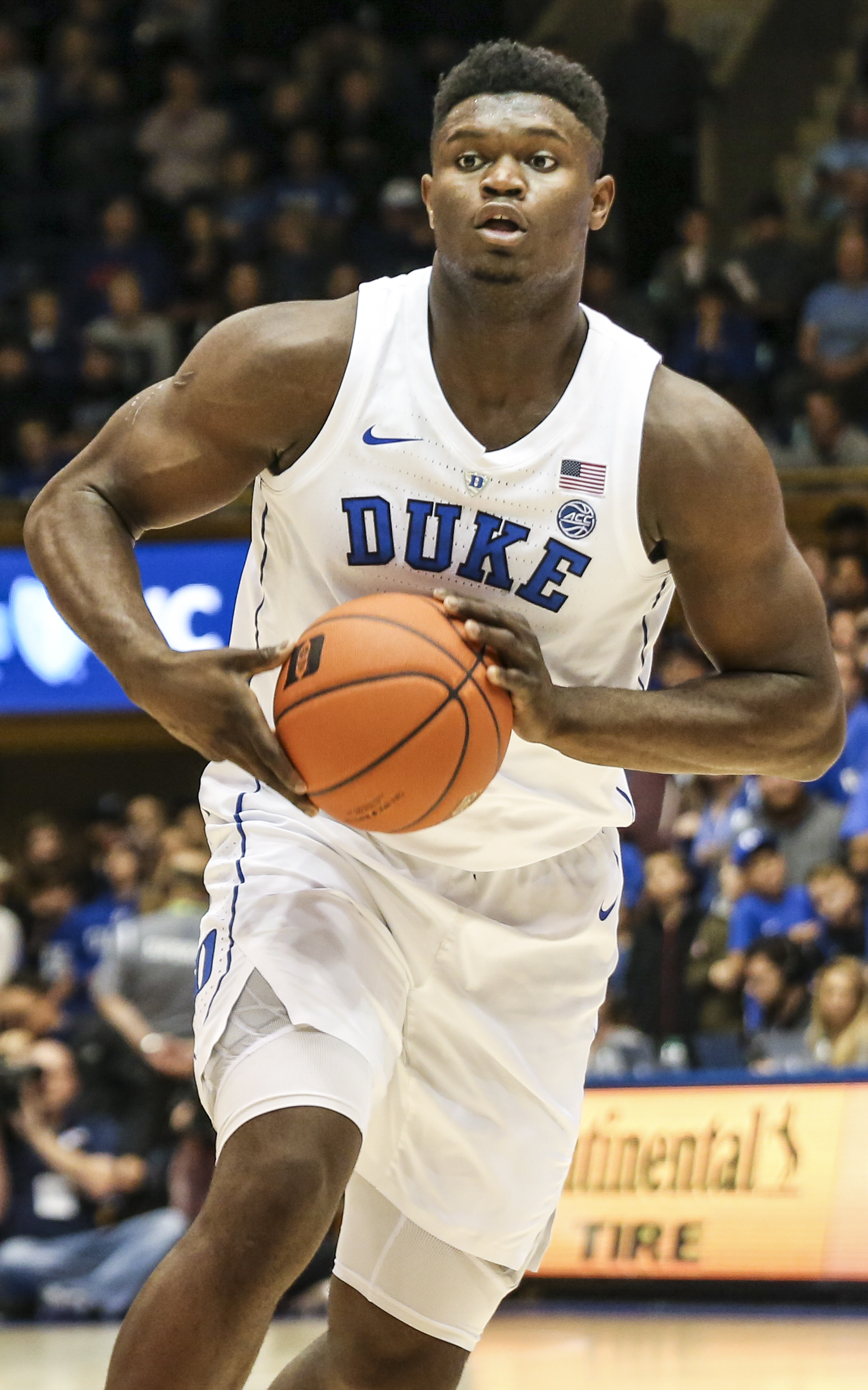
デューク大学時代

プレシーズンマッチのライアソン大学戦でデューク大学のデビュー戦を迎えた。その試合でいきなりダブルダブルとなる29得点、13リバウンドを記録。スリーポイントも3本決めるなど衝撃的なデビューを飾る。シーズンに入ってもその勢いは止まらず、1試合平均22.6得点、8.9リバウンド、2.1アシスト、1.8ブロック、2.1スティールを記録。フィールドゴール成功率68.0%はNCAAディヴィジョン1において2位の記録であり、1年生としては史上最高を記録した。また、当時八村塁も所属したゴンザガ大学との試合では87-89で惜敗を喫している。 ウィリアムソンはデューク大学での新入生で唯一ACC年間最優秀選手賞、およびACC年間最優秀新人賞に選ばれた。2019年1月の試合ではデューク大学の単試合最多得点記録を更新した。
2019年4月15日にNBAドラフト2019へのアーリーエントリーを表明した。

### ニューオーリンズ・ペリカンズ

#### 2019-20シーズン：ルーキーイヤー
2019年6月20日に行われたNBAドラフトにて1巡目全体1位でニューオーリンズ・ペリカンズから指名された。
プレシーズンでは4試合に出場し、平均27.2分、23.3得点、6.5リバウンド、2.3アシスト、1.5スティールを記録。フィールドゴール成功率は圧巻の71.4%という高確率を残していたが、10月13日のサンアントニオ・スパーズ戦で右膝を負傷。半月板の損傷で手術を受けることになり、復帰まで6週間～8週間とされた。
1月22日のスパーズ戦で初出場し、18分18秒を通して22得点、7リバウンド、3アシストという上々のデビューを果たした。2月28日のクリーブランド・キャバリアーズ戦で24得点を記録し、NBA史上初めて10試合連続20得点超えを記録した10代の選手になった。この活躍により2月のルーキー・オブ・ザ・マンスに選出される。最終的には13試合連続まで伸ばし、3月1日には当時キャリアハイとなる35得点を記録した。しかし、新型コロナウイルス感染症の拡大により3月11日から4カ月半のシーズン中断。7月30日の再開後、自身は出場時間の制限し、チームはプレーオフ争いから脱落してシーズン終了。最終的に24試合の出場に留まったが、平均22.5得点、6.3リバウンド、2.1アシスト、シュート成功率58.3%の成績を記録した。ルーキーで平均20得点、シュート成功率55%以上を記録したのは、シャキール・オニール以来史上2人目の快挙である。新人王投票では3位に終わったが、受賞したジャ・モラント以外で唯一の1位票を1票獲得した。

#### 2020-21シーズン：初のオールスターに
2年目の2020-21シーズンは開幕から健康を維持し、前年から大きく成績を伸ばした。オールスターにリザーブとして初選出され、当日に新型コロナウイルス安全性プロトコルの問題で欠場となったジョエル・エンビードに代わり先発出場した。4月6日のアトランタ・ホークス戦まで25試合連続でFG成功率50%、20得点以上を記録し、これは1954-55シーズン以降ではシャキール・オニールに並ぶ最長記録であった。同25日のサンアントニオ・スパーズ戦、歴代10位タイの早さで通算2000得点に到達し、1985年のマイケル・ジョーダン以降では最速だった。5月4日のゴールデンステート・ウォリアーズ戦で左手小指を骨折し、シーズンが終了した。

#### 2021-22シーズン：シーズン全休に
オフシーズン中に、オーバーワークで右足の第5中足骨を骨折し手術を受けた。復帰することはできず、このシーズンは全休となった。

#### 2022-23シーズン：延長契約と故障
2022年7月6日にペリカンズとの5年総額1億9300万ドル（約258億6200万円）のマックス額での延長契約に合意した。来季オールNBAチーム選出やMVP獲得を達成すれば、その総額はスーパーマックス額の2億3100万ドル（約311億8500万円）まで跳ね上がる。一方で、体重制限も含まれ、体重が133kgを上回れば、契約金が減額されるという。
10月19日のレギュラーシーズンの復帰戦となったブルックリン・ネッツ戦で25得点、9リバウンド、3アシスト、4スティールを記録し、チームは130-108で勝利した。12月2日のサンアントニオ・スパーズ戦でキャリアハイとなる15リバウンドを含む30得点、8アシストを記録し、チームは117-99で勝利した。同月9日のフェニックス・サンズ戦の第4クォーター残り数秒で、点差があるのにもかかわらず豪快なダンクをし、後に物議を醸すこととなった。同月12日に自身初となる週間最優秀選手に選出された。同月28日のミネソタ・ティンバーウルブズ戦でキャリアハイとなる43得点を記録し、チームは119-118で辛勝した。
2023年1月2日のフィラデルフィア・76ers戦は、ハムストリングの故障により欠場することを発表した。最初は、1月末までには復帰すると考えられていた。2月26日に自身2度目となるオールスターに選出されるも、故障により出場することはなかった（代わりにミネソタ・ティンバーウルブズのアンソニー・エドワーズが選出された）。その後、ペリカンズはウィリアムソンの残りシーズンを全休させることを発表した。

#### 2023-24シーズン：故障から復帰
2024年2月2日のサンアントニオ・スパーズ戦で決勝点となるレイアップを含む33得点、8リバウンド、4アシスト、1スティール、1ブロックを記録し、チームは114-113で勝利した。4月16日のロサンゼルス・レイカーズ戦でプレーインデビューを果たして40得点、11リバウンド、5アシストを記録したが、チームは106-110で惜敗した。

#### 2024-25シーズン：故障とのさらなる苦闘
シーズン開幕から6試合に出場したのちに左ハムストリングを負傷し、27試合の欠場を余儀なくされた。2025年1月8日の復帰戦となるミネソタ・ティンバーウルブズ戦で22得点を記録したが、チームは97-104で敗れた。同月27日のフェニックス・サンズ戦で自身初のトリプル・ダブルとなる27得点、10リバウンド、11アシストを記録し、チームは124-116で勝利した。3月11日のロサンゼルス・クリッパーズ戦でキャリアハイとなる12アシストを含む22得点、10リバウンドを記録し、自身2度目となるトリプル・ダブルを達成した。同月19日に腰を打撲する故障を負い、残りのシーズンを全休することが発表された。このシーズンは、わずか30試合の出場に終わった。

## 選手としての特徴

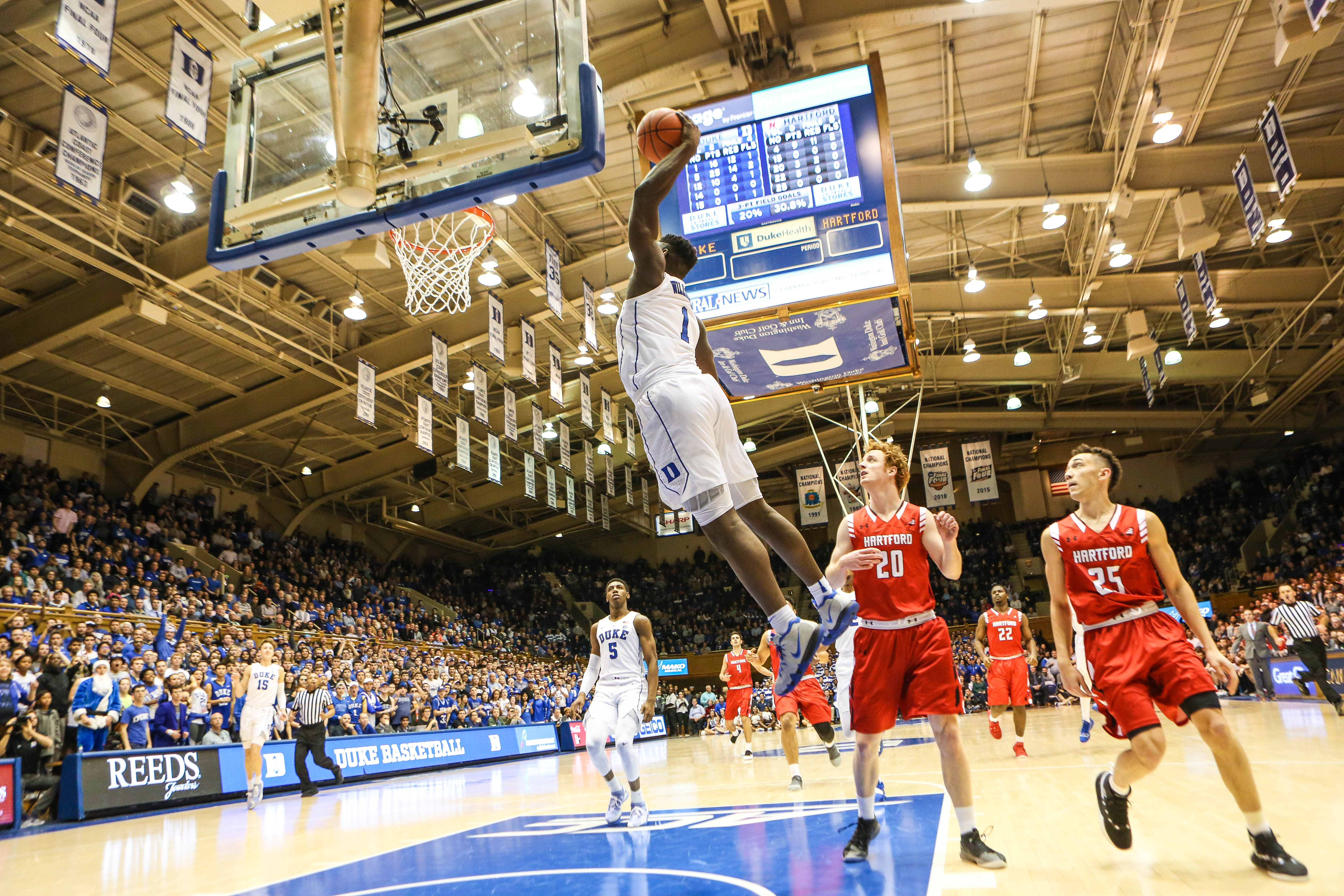
ダンクシュートを決めるウィリアムソン（2018年）

身長198cm・体重130kgという規格外の体に高いハンドリング能力、圧倒的なスピードや跳躍力を兼ね備えており、ケビン・デュラントから「1世代に1人のアスリート」と表現され、ウィリアムソンの高校時代のコーチは「彼はおそらくマイケル・ジョーダン以来最高の高校選手の1人」と語った。ある大学コーチは彼を「自然の奇跡」と評した。本来は左利きだが、両手を使うことができる。
高校在学中にザイオンは自身の代名詞ともいえる豪快なダンクとパワフルなプレイで世界中の注目を集め、「Next LeBron」と称された。またラッパーのドレイクが彼のファンであることを公言したことにより一躍有名となった。
豪快なダンクシュートが持ち味で、巨体にもかかわらずフリースローレーンから決めることができる（大学時代の実際の映像がYouTubeに残されている）。また、何度かリングを破壊している。ボールハンドリングのミスからのターンオーバーが多いことが改善点の一つであり守備も得意ではない。

## 個人成績

### NBA

#### レギュラーシーズン
| シーズン     | チーム       | GP  | GS  | MPG  | FG%  | 3P%  | FT%  | RPG | APG | SPG | BPG | PPG  |
| ------------ | ------------ | --- | --- | ---- | ---- | ---- | ---- | --- | --- | --- | --- | ---- |
| 2019–20      | NOP          | 24  | 24  | 27.8 | .583 | .429 | .640 | 6.3 | 2.1 | .7  | .4  | 22.5 |
| 2020–21      | NOP          | 61  | 61  | 33.2 | .611 | .294 | .698 | 7.2 | 3.7 | .9  | .6  | 27.0 |
| 2022–23      | NOP          | 29  | 29  | 33.0 | .608 | .368 | .714 | 7.0 | 4.6 | 1.1 | .6  | 26.0 |
| 2023–24      | NOP          | 70  | 70  | 31.5 | .570 | .333 | .702 | 5.8 | 5.0 | 1.1 | .7  | 22.9 |
| 2024–25      | NOP          | 30  | 30  | 28.6 | .567 | .231 | .656 | 7.2 | 5.3 | 1.2 | .9  | 24.6 |
| 通算         | 通算         | 214 | 214 | 31.4 | .589 | .327 | .689 | 6.6 | 4.3 | 1.0 | .6  | 24.7 |
| オールスター | オールスター | 1   | 1   | 14.0 | .556 | ---  | ---  | 1.0 | .0  | .0  | .0  | 10.0 |

- 2023年のオールスターゲームは選出されたものの、故障のため不出場

#### プレーイン
| シーズン | チーム | GP | GS | MPG  | FG%  | 3P%  | FT%  | RPG  | APG | SPG | BPG | PPG  |
| -------- | ------ | -- | -- | ---- | ---- | ---- | ---- | ---- | --- | --- | --- | ---- |
| 2024     | NOP    | 1  | 1  | 36.5 | .630 | .000 | .667 | 11.0 | 5.0 | 1.0 | 1.0 | 40.0 |
| 通算     | 通算   | 1  | 1  | 36.5 | .630 | .000 | .667 | 11.0 | 5.0 | 1.0 | 1.0 | 40.0 |

### カレッジ
| シーズン | チーム   | GP | GS | MPG  | FG%  | 3P%  | FT%  | RPG | APG | SPG | BPG | PPG  |
| -------- | -------- | -- | -- | ---- | ---- | ---- | ---- | --- | --- | --- | --- | ---- |
| 2018–19  | デューク | 33 | 33 | 33.0 | .680 | .338 | .640 | 8.9 | 2.1 | 2.1 | 1.8 | 22.6 |

## エピソード
- デューク大学時代の2019年2月20日、ノースカロライナ大学戦において、試合開始36秒後に左足のシューズが破損した。負傷により交代を余儀なくされると、チームも72-88で敗れた。すでに大学バスケットボールにおいてスター選手であったウィリアムソンのこのニュースは全米でも話題となり、シューズを提供していたナイキの株価の時価総額を11億ドル下げた[48]。
- 2019年7月23日、ウィリアムソンはジョーダンブランドと5年間7500万ドルのシューズ契約を結んだ。これは2003年に締結されたレブロン・ジェームズの契約に次ぐ、NBA史上2番目に金額の大きいルーキーシューズ契約[49]。2021年にはシグネーチャーモデルが発売された[50]。
- ザイオンの名の由来は聖書にあるシオン山。母が祖母のアドバイスで名付けている。
- 2020年3月13日、ウィリアムソンは、COVID-19パンデミックによって引き起こされた2019-20年のNBAシーズンの停止中に1ヶ月間、スムージーキングセンターのすべての従業員の給与を支払うことを表明した[51]。